# Strada statale 361 Septempedana
La strada statale 361 Septempedana (SS 361), precedentemente strada provinciale 361 Septempedana (SP 361) nelle Marche e strada regionale 361 Septempedana (SR 361) in Umbria, è una Strada statale che collega il capoluogo marchigiano con Nocera Umbra.

## Percorso
La Septempedana percorre abbastanza fedelmente il tratto percorso dalla variante meridionale dell'antica Via Flaminia. La strada inizia il suo tracciato dalla Baràccola, la zona industriale di Ancona, distaccandosi da un tratto dismesso della strada statale 16 Adriatica. Proseguendo verso l'Umbria attraversa i centri abitati di Osimo, Montefano, Montecassiano, San Severino Marche, Castelraimondo, Pioraco, Fiuminata, e tramite il passo del Cornello (813 m s.l.m.) arriva in Umbria a Nocera Umbra dove si innesta su un tratto della strada statale 3 Via Flaminia.
La strada percorre in parte trasversalmente le Marche nel primo tratto (Baràccola - Villa Potenza di Macerata) e poi per arrivare in Umbria percorre trasversalmente la provincia di Macerata, seguendo la valle del fiume Potenza.
In seguito al decreto legislativo n. 112 del 1998, dal 2001, la gestione del tratto marchigiano è passata dall'ANAS alla Regione Marche; poi, su sollecitazione di quest'ultima, la strada è passata di proprietà alla Provincia di Ancona e alla Provincia di Macerata per le tratte territorialmente competenti; la gestione del tratto umbro invece è passata alla Regione Umbria che ha poi ulteriormente devoluto le competenze alla Provincia di Perugia mantenendone comunque la titolarità.
Nel 2018 la strada è tornata di competenza ANAS per tutta la lunghezza del percorso, nell'ambito del piano di "Rientro strade" 

## Galleria d'immagini

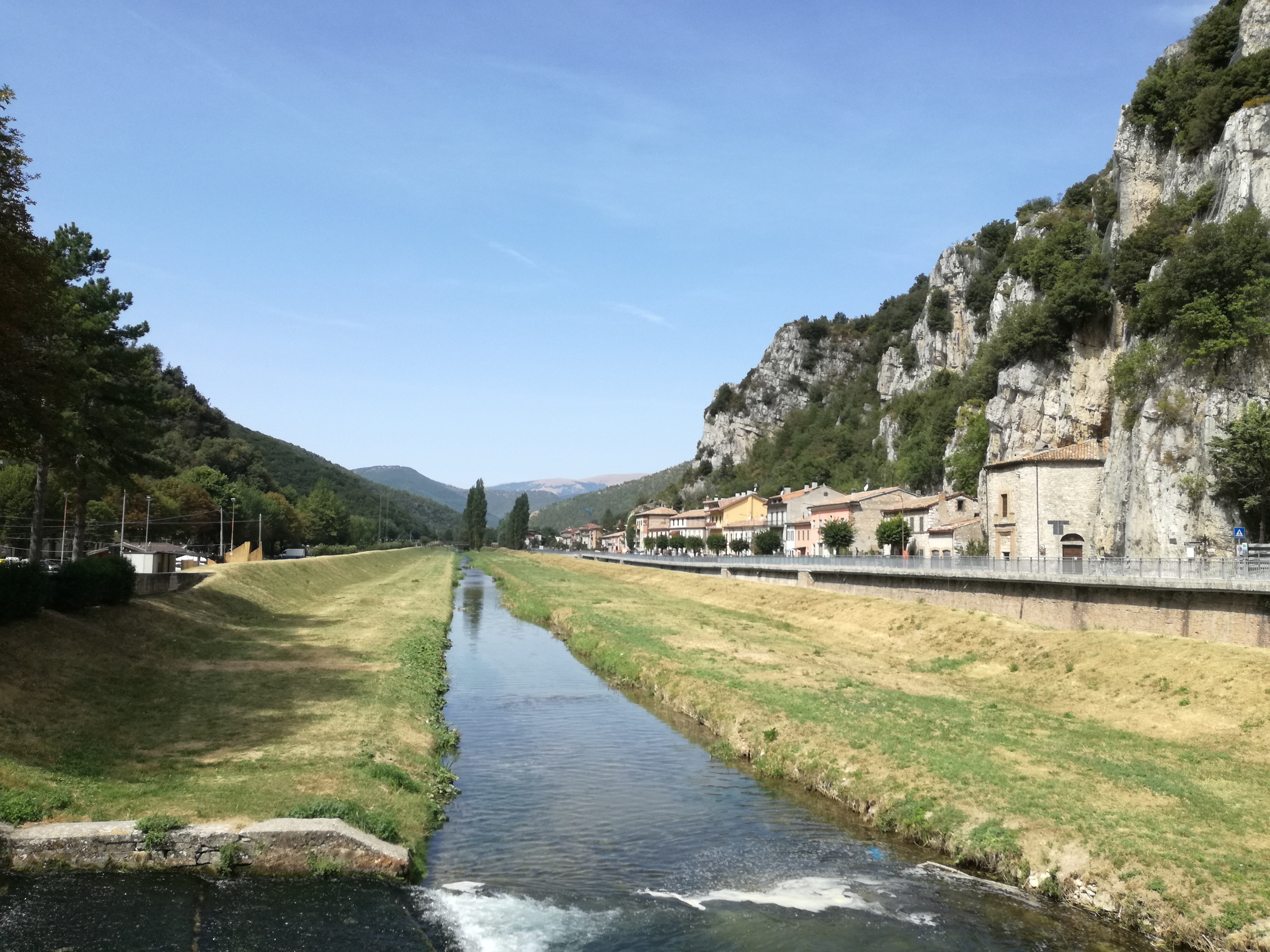
SS 361, da Pioraco in direzione Fiuminata - Nocera Umbra